# Oplonia
Oplonia là chi thực vật có hoa trong họ Acanthaceae.